# In-circuit test

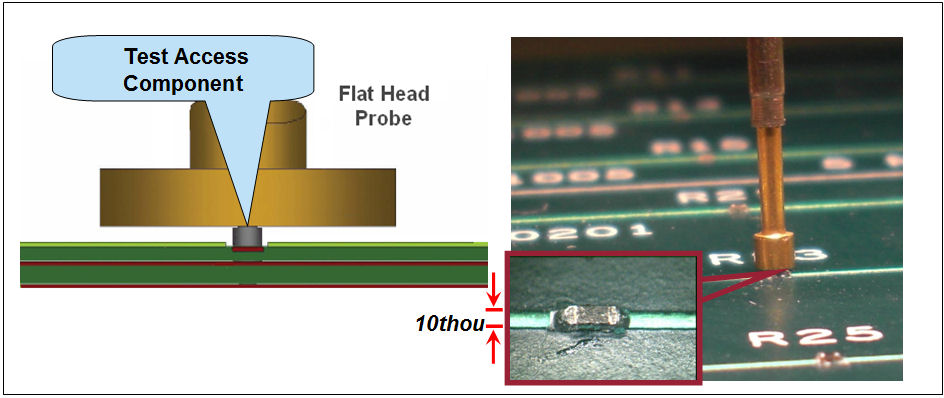
Fig.1 Imatge real d'una agulla fent contacte elèctric sobre un circuit electrònic.

In-circuit test (amb acrònim ICT) és un exemple de proves de caixa blanca on una sonda elèctrica verifica un circuit imprès (PCB), comprovant els curtcircuits, circuits oberts, resistència, capacitat o altres paràmetres elèctrics bàsics amb la finalitat d'assegurar la correcta fabricació d'un circuits. L'ICT pot ser implementada mitjançant un útil de llit d'agulles que realitza contacte físic i mesures al circuit, o també a través de sistemes sense útil com són les inspeccions òptiques.

## Útil de llit d'agulles
- L'útil de llit d'agulles és un sistema de verificació tradicional de circuits electrònics. Aquest útil està format per una base rígida on hi van inserides les agulles o contactes metàl·lics que mesuraran sobre els circuits a comprovar.
- Exemple de seqüència de verificació :
  - Compressió del llit d'agulles amb el circuit a comprovar (DUT : device under test).
  - Verificació de possibles curtcircuits no desijats.
  - Verificació de possibles circuits oberts no desitjats.
  - Verificació de valors de components passius (resistències, condensadors, inductàncies).
  - Verificació d'unions de semiconductors (diodes, transistors, potes dels circuits integrats).
  - Verificació de Boundary scan a través de connectors JTAG.